# Сардоба (посёлок)
Сардоба (узб. Sardoba / Сардоба) — городской посёлок в Сырдарьинской области Узбекистана, административный центр Акалтынского района.

## Население
По данным переписи 2021 года, в селе проживало 22 337 человек.